# Tomb Raider II
Tomb Raider II (1997) är ett actionäventyrsspel utvecklat av Core Design för Eidos Interactive. Spelet släpptes ursprungligen till PC och Playstation och senare även på Macintosh, Playstation Network och mobiltelefoner.
Lara Croft söker efter Xians dolk. Hennes resa startar vid den kinesiska muren och fortsätter på varierande platser på jorden. Men hon är inte själv, för det finns andra som är ute efter dolken.